# Xerolycosa undulata
Xerolycosa undulata är en spindelart som beskrevs av Chen, Song och Kim 1998. Xerolycosa undulata ingår i släktet Xerolycosa och familjen vargspindlar. Inga underarter finns listade i Catalogue of Life.